# Al-Falak

kaligrafia arabska z nazwą sury Al-Falak

Al-Falak (‏الفلق‎) – sto trzynasta sura Koranu. Ma pięć aja. Jej tytuł pochodzi od słowa występującego w 1. wersie. Jest to sura mekkańska. Podobnie jak następująca po niej sura An-Nas ma formę przysięgi bądź tekstu używanego podczas odprawiania egzorcyzmów.

## Tekst

### Tekst arabski[1]
قُلْ أَعُوذُ بِرَبِّ الْفَلَقِ

مِن شَرِّ مَا خَلَقَ

وَمِن شَرِّ غَاسِقٍ إِذَا وَقَبَ

وَمِن شَرِّ النَّفَّاثَاتِ فِي الْعُقَدِ

وَمِن شَرِّ حَاسِدٍ إِذَا حَسَدَ

### Transkrypcja
trb. 
kul aa`uuzu birabbi al-falaki

min szarri ma chalaka

wamin szarri ghaasikin aiza wakaba

wamin szarri an-Nnaffasati fii al-`ukadi

wamin szarri haasidin aiza hasada

## Polskie tłumaczenie[2]
W Imię Boga Miłosiernego i Litościwego!
1 Mów:
"Szukam schronienia u Pana jutrzenki
2 przed złem tego, co On stworzył,
3 przed złem ciemności, kiedy się szerzy,
4 przed złem tych, którzy dmuchają na węzły,
5 i przed złem człowieka zawistnego, w chwili kiedy żywi zawiść!"